# Messidor (1908)
Messidor (Q56) – francuski oceaniczny okręt podwodny z okresu I wojny światowej, jedna z 18 zbudowanych jednostek typu Pluviôse. Okręt wypierał 404 tony w położeniu nawodnym i 553 tony pod wodą, a jego główną bronią było osiem torped kalibru 450 mm wystrzeliwanych z jednej wewnętrznej i sześciu zewnętrznych wyrzutni. Napędzana maszynami parowymi jednostka rozwijała na powierzchni prędkość 12 węzłów, osiągając zasięg 1500 Mm przy prędkości 9 węzłów.
„Messidor” został zwodowany 24 grudnia 1908 roku w stoczni Arsenal de Cherbourg w Cherbourgu, a do służby w Marine nationale wcielono go 30 listopada 1909 roku. Służył początkowo na wodach kanału La Manche, a następnie uczestniczył w działaniach wojennych na Morzu Śródziemnym. Jednostka została skreślona z listy floty w listopadzie 1919 roku i sprzedana w celu złomowania we wrześniu 1922 roku.

## Projekt i budowa
W przyjętym 9 grudnia 1900 roku przez Parlament Francji „Prawie o flocie” znalazł się zapis o budowie 26, a po późniejszych zmianach aż 44 okrętów podwodnych. W 1901 roku zamówiono 20 niewielkich jednostek typu Naïade, jednak były to okręty o niewielkiej wartości bojowej. Kolejny typ okrętów zbudowanych w ramach programu Sirène zaprojektował inż. Maxime Laubeuf, ulepszając swój pierwszy udany projekt („Narval”). Pojawienie się zdatnych do montażu na okrętach podwodnych silników wysokoprężnych zaowocowało skonstruowaniem przez Laubeufa jednostek typu Aigrette. Ministerstwo Floty popierało wysiłki konstruktorów, dążąc do wcielenia do Marine nationale jak największej liczby pełnomorskich i silnie uzbrojonych jednostek. Efektem tego było powstanie sześciu okrętów typu Émeraude (konstrukcji inż. Gabriela Maugasa) oraz dwóch typu Circé (projektu Laubeufa).
Dalszą rozbudowę sił podwodnych hamowała jednak dostępność silników wysokoprężnych, które Francja musiała zamawiać u swojego głównego wroga na kontynencie europejskim – w Niemczech. Aby uniezależnić się od dostaw niemieckich jednostek napędowych, Minister Floty wydał Laubeufowi polecenie zaprojektowania ulepszonych w stosunku do typu Circé okrętów, jednak napędzanych na powierzchni sprawdzonymi i dostępnymi silnikami parowymi. Rozwiązanie to traktowano jako tymczasowe – jednostki miały zostać przebudowane na spalinowe, gdy tylko francuski przemysł dostarczy wystarczającą liczbę niezawodnych silników Diesla. Okręty podwodne z napędem parowym oprócz zalet takich jak duża prędkość nawodna i niezawodność miały wiele wad: zwiększoną wyporność spowodowaną masą i wielkością siłowni, znacznie mniejszy zasięg oraz długi czas zanurzania, spowodowany koniecznością zatrzymania maszyn i kotłów. Zamówiono jednak aż 18 okrętów nowej konstrukcji, nazwanych od prototypowej jednostki typem Pluviôse, co stanowiło najliczniejszą we francuskiej flocie podwodnej serię do czasu zbudowania w okresie międzywojennym 31 okrętów typu Redoutable.
„Messidor” został zamówiony 26 sierpnia 1905 roku w Arsenale w Cherbourgu, wraz z ośmioma siostrzanymi jednostkami zbudowanymi w tej stoczni (numer stoczniowy Q22) . Stępkę okrętu położono 1 marca 1907 roku, a zwodowany został 24 grudnia 1908 roku . Nazwa nawiązywała do dziesiątego miesiąca we francuskim kalendarzu rewolucyjnym. Jednostka otrzymała numer taktyczny Q56 i kod identyfikacyjny ME .

## Dane taktyczno-techniczne

### Charakterystyka ogólna
„Messidor” był średniej wielkości oceanicznym okrętem podwodnym o konstrukcji dwukadłubowej. Długość całkowita wynosiła 51,12 metra (50,75 metra między pionami i 50,04 metra na wodnicy), szerokość 4,955 metra, a średnie zanurzenie 3,045 metra (na rufie 3,153 metra). Wykonany ze stali o wytrzymałości 50 kG/cm² kadłub sztywny miał 43,781 metra długości i 3,8 metra szerokości, ukształtowany z pasów o grubości od 12 do 16 mm. Wysokość (od stępki do szczytu kiosku) wynosiła 5,782 metra; luk wejścia do kiosku znajdował się 2,55 metra nad wodnicą. Powierzchnia przekroju wodnicowego przy wyporności normalnej wynosiła 453 m². Kadłub lekki otaczał na całej długości kadłub sztywny, z wyjątkiem śródokręcia, gdzie nie obejmował jego dolnej części wraz ze stępką. Między kadłubem sztywnym a lekkim znajdowały się zbiorniki balastowe, po osiem na każdą burtę. Napełnianie zbiorników odbywało się poprzez zawory denne, a za usuwanie powietrza podczas napełniania odpowiadały zawory odpowietrzające o średnicy 100 mm (po jednym na zbiornik). Czas napełniania wszystkich zbiorników wynosił 4 minuty, a mogły one pomieścić 149 ton wody (wraz ze zbiornikami wyrównawczymi). Osuszanie zbiorników odbywało się za pomocą dwóch elektrycznych pomp odśrodkowych Maginot o wydajności 150 m³/h; w przedziale dziobowym znajdowały się też dwie butle ze sprężonym powietrzem o pojemności 17 i 35 litrów. Umieszczony w stępce balast awaryjny miał masę czterech ton. W kadłubie sztywnym znajdowały się dwa zbiorniki wody słodkiej o pojemności 1800 litrów, a w luku między maszynami znajdował się rezerwowy cylindryczny zbiornik na 1280 litrów; trzy zbiorniki wyrównawcze miały pojemność 3950 litrów.
Wnętrze okrętu podzielone było na sześć pomieszczeń: I – przedział dziobowy, mieszczący kubryk marynarzy i dziobową wyrzutnię torpedową; II – przedział baterii akumulatorów; III – przedział centralny, podzielony wzdłużną grodzią na dwie części, mieszczące mesę oficerską (po lewej) i główne stanowisko dowodzenia (po prawej); IV – przedział maszynowni, mieszczący kotły, maszynę parową, zbiornik paliwa i toaletę; V – przedział silników elektrycznych i sprężarek i VI – przedział rufowy, mieszczący kubryk podoficerski. Pomieszczenie oficerskie wyposażone było w dwie koje, dwie szafy, dwie umywalki, płytę elektryczną i stół; w dziobowym kubryku znajdowało się osiem odchylanych koi, sześć hamaków, dwie umywalki i rozkładany stół, a w kubryku rufowym zamontowano cztery odchylane koje, umywalkę i rozkładany stół. Do wnętrza kadłuba jednostki prowadziły cztery luki: jeden w przedziale baterii akumulatorów, jeden w dziobowej części przedziału maszynowni, luk komina i luk roboczy.
Wyporność w położeniu nawodnym wynosiła 404 tony, a w zanurzeniu 553 tony. Zapas pływalności wynosił 27%.
Sterowanie odbywało się za pomocą trzech rufowych sterów kierunku (głównego, górnego i dolnego) o łącznej powierzchni 6,2169 m² oraz trzech par sterów zanurzenia (dziobowych, śródokręcia i rufowych) o powierzchni odpowiednio 5,199 m², 6,5182 m² i 5,5644 m². Stery głębokości poruszane były ręcznie lub z wykorzystaniem napędu elektrycznego. Dopuszczalna głębokość zanurzenia wynosiła 40 metrów , a czas wykonania manewru zanurzenia 4,5–5 minut.
Załoga okrętu składała się z 2 oficerów oraz 23 podoficerów i marynarzy.

### Urządzenia napędowe
Okręt napędzany był na powierzchni przez dwie trzycylindrowe nawrotne maszyny parowe potrójnego rozprężania z wymuszonym smarowaniem, produkcji zakładów w Saint-Denis. Średnica cylindra wysokiego ciśnienia wynosiła 225 mm, cylindra średniego ciśnienia – 340 mm, a cylindra niskiego ciśnienia 550 mm; skok tłoka wynosił 270 mm. Łączna maksymalna moc maszyn wynosiła 700 KM przy 400 obr./min i ciśnieniu roboczym pary 15,5 kG/cm². Parę dostarczały dwa dwuwalczakowe, jednopaleniskowe kotły du Temple ze zwrotnym przepływem spalin, o maksymalnym dopuszczalnym ciśnieniu 16,5 kG/cm². Spaliny trafiały do wspólnego stacjonarnego komina o średnicy 620 mm, umieszczonego w wodoszczelnej osłonie wychodzącej na wysokość jednego metra powyżej kadłuba sztywnego, w którym z kolei zamontowany był wysuwany komin tej samej wysokości. Każda z maszyn poprzez oddalone od siebie o 1,4 metra linie wałów napędzała trójskrzydłową śrubę wykonaną z brązu. Średnica śruby wynosiła 1,5 metra, a średni skok 1,084–1,085 metra; śruby były przeciwbieżne – prawoburtowa obracała się w prawo, a lewoburtowa w lewo.
W przedziale siłowni prócz maszyn parowych i kotłów znajdowały się także dwie pompy próżniowe napędzane bezpośrednio z maszyn o łącznej wydajności 233,3 m³/h, dwie odśrodkowe pompy obiegowe z napędem elektrycznym o mocy 134 kW o łącznej wydajności 300 m³/h, cztery pompy zasilające napędzane bezpośrednio z maszyn o łącznej wydajności 18 200 m³/h i dwa skraplacze rurowe o łącznej powierzchni chłodzącej 70,32 m². Zbiorniki paliwa mieściły się w kadłubie sztywnym pod głównym pokładem: dwa (o pojemności 8250 litrów i 2560 litrów) pod pomieszczeniem siłowni, a trzeci mieszczący 1250 litrów pod głównym stanowiskiem dowodzenia. Jako rezerwę paliwo można było też przewozić w dziobowej grupie zbiorników balastowych nr 1 o łącznej pojemności 3900 litrów oraz w rufowej grupie zbiorników balastowych nr 4 o łącznej pojemności 11 500 litrów. Maksymalny zapas paliwa wynosił więc 27 710 litrów (24,939 tony).
Napęd podwodny zapewniały dwa jednotwornikowe silniki elektryczne firmy Brequet z Paryża. Prędkość obrotowa wynosiła od 160 do 560 obr./min, a regulowana była poprzez zmianę napięcia (nominalnie 230 V). Silniki miały po sześć biegunów głównych z niezależnym wzbudzeniem i uzwojenie kompensujące połączone szeregowo. Każdy z silników połączony był z baterią akumulatorów; mógł je ładować jako generator elektryczny napędzany przez maszynę parową. Łączna moc silników elektrycznych wynosiła 450 KM. Energia elektryczna magazynowana była w dwóch bateriach akumulatorów firmy T.E.M. po 124 ogniwa.
Prędkość maksymalna na powierzchni wynosiła 12 węzłów, a w zanurzeniu 8 węzłów. Zasięg wynosił 1500 Mm przy prędkości 9 węzłów (lub 900 Mm przy prędkości 12 węzłów) w położeniu nawodnym oraz 50 Mm przy prędkości 5 węzłów pod wodą.

### Uzbrojenie
Okręt wyposażony był w siedem wyrzutni torped kalibru 450 mm: jedną wewnętrzną na dziobie, odchyloną o 2° w górę, dwie zewnętrzne po obu stronach kiosku (odchylone o 7° od osi symetrii okrętu), dwie zewnętrzne na rufie (odchylone o 5° od osi symetrii okrętu) i umieszczone na pokładzie rufowym dwie zewnętrzne systemu Drzewieckiego, z łącznym zapasem 8 torped modèle 1906 (zapasowa torpeda znajdowała się w przedziale dziobowym pod kubrykiem załogi). Torpeda miała długość 5,07 metra, a jej masa wynosiła 646 kg.

### Wyposażenie
Okręt wyposażony był w dwa peryskopy – dzienny i nocny. Peryskop dzienny miał długość 5,8 metra i po podniesieniu wystawał 4 metry ponad poziom kiosku; podnoszenie i opuszczanie realizowane było za pomocą napędu elektrycznego z prędkością 0,4–0,45 m/s. Monookularowy i wieloobiektywowy peryskop nocny miał długość 2,5 metra oraz średnicę 114 mm i umieszczony był na dachu sterówki; podnoszony był ręcznie za pomocą kołowrotu.
Na pokładzie zainstalowano dwa kompasy: jeden mokry na rufie, umieszczony w naktuzie i drugi w dziobowej części sterówki, zamknięty w otwartej od dołu skrzyni, którego wskazania można było obserwować także z wnętrza kiosku i z wnętrza kadłuba. W dziobowej części kiosku były umieszczone elektryczne i wodoszczelne światła nawigacyjne w kolorach zielonym i czerwonym. Okręt wyposażony był również w kotwicę czterołapową o masie 283 kg, z łańcuchem o długości 100 metrów, podnoszoną za pomocą kabestanu z silnikiem elektrycznym Couffinhal. Na pokładzie znajdowały się też dwie szalupy Bertona, o długości 3,67 metra każda, a także awaryjna mosiężna boja, która mogła być uwolniona z głównego stanowiska dowodzenia i połączona z aparatem telefonicznym. Ogrzewanie zapewniały cztery grzejniki elektryczne, zasilane prądem o napięciu 115 V.

## Służba
„Messidor” został wcielony do służby w Marine nationale 30 listopada 1909 roku. Po 15 lutego 1909 roku z okrętu zdemontowano dziobową wyrzutnię torped i od tamtej pory był wyposażony jedynie w sześć zewnętrznych wyrzutni. 12 lipca 1910 roku w Cherbourgu „Messidor” wraz z okrętem podwodnym „Français” wziął udział w udanych testach telefonii podwodnej. Decyzją prezydenta Francji Armanda Fallièresa z 29 listopada 1910 roku dowództwo stacjonującego w Cherbourgu „Messidora” objął kpt. mar. (fr. lieutenant de vaisseau) Hoger-Guillaume-André Dumont.
8 czerwca 1912 roku „Messidor”, „Floréal” i „Vendémiaire” wyszły z Cherbourga, by wziąć udział w ćwiczebnym ataku na siły 3. Eskadry (w składzie sześciu pancerników i trzech krążowników), operujących w pobliżu półwyspu Cotentin. Podczas ćwiczeń pancernik „Saint Louis” staranował znajdującego się na głębokości peryskopowej „Vendémiaire”, który zatonął wraz z całą 24-osobową załogą.
W 1912 roku zmieniono taktykę użycia jednostek typu Pluviôse, które razem z okrętami typu Brumaire miały prowadzić działania ofensywne wraz z siłami głównymi floty. Od tej pory okręty podwodne zgrupowano w liczące trzy jednostki dywizjony (okrętem flagowym dywizjonu był wyposażony w radiostację niszczyciel). 2 listopada 1912 roku „Messidor” i „Fresnel” wyszły z Algieru i skierowały się w stronę Tulonu, kiedy na wysokości Balearów napotkały gwałtowny sztorm, który spowodował rozdzielenie się okrętów i ich samotne dotarcie do portu przeznaczenia.
27 kwietnia 1913 roku nieopodal Tulonu wystrzelona przez „Messidora” torpeda z powodu zablokowanego steru głębokości wykonała pod wodą okrąg i uderzyła w okręt. Dowódca jednostki, którym był kpt. mar. Chalvignac, natychmiast wydał rozkaz powrotu do bazy, w której nurkowie stwierdzili jedynie uszkodzenie kilu.
Tuż przed wybuchem I wojny światowej „Messidor” znajdował się w składzie bazującej w Tulonie 1. Flotylli okrętów podwodnych (wraz z siostrzanymi okrętami „Ampère”, „Cugnot”, „Fresnel”, „Gay-Lussac”, „Monge” i „Papin” oraz niszczycielami „Arbalète”, „Arc” i „Hallebarde”).

### I wojna światowa
W momencie wybuchu wojny jednostki 1. Flotylli przechodziły bieżące remonty i serwis mechanizmów okrętowych (m.in. oczyszczano podwodne części kadłubów). Po ich zakończeniu okręty typu Pluviôse otrzymały zadanie obrony swojej bazy w Tulonie, a 2. Flotylla (składająca się z jednostek typu Brumaire) została skierowana do działań ofensywnych u wybrzeży Austro-Węgier. Wobec problemów technicznych nękających okręty typu Brumaire do działań u wybrzeży nieprzyjaciela musiały przystąpić także jednostki typu Pluviôse, które zostały przerzucone na Maltę. 3 października 1914 roku z Valletty na holu „Foudre” i transportowca wyszły w morze „Messidor” i „Gay-Lussac”, eskortowane przez niszczyciele „Arbalète” i „Dehorter”. Celem okrętów była blokada portów Antivari i Cattaro, która zakończyła się bez efektów 8 października. Kolejny patrol na wodach Zatoki Kotorskiej „Messidor” rozpoczął 21 października, po czym 24 października powrócił na Maltę.
Na początku listopada okręt został wyposażony w relingi przeciwminowe. Okręt wraz z siostrzanymi jednostkami prowadził naprzemiennie z Malty żmudne i bezowocne patrole pod Cattaro do maja 1915 roku, kiedy to do wojny po stronie Ententy przystąpiły Włochy. 24 maja „Messidor”, „Ampère”, „Cugnot”, „Fresnel” i „Monge” w eskorcie dwóch niszczycieli wyszły z Malty i udały się do Brindisi, tworząc tam razem z dwoma dywizjonami niszczycieli oraz brytyjskimi okrętami podwodnymi Samodzielną Flotyllę, która miała podlegać włoskiemu dowództwu. Wkrótce do flotylli w Brindisi dołączyły „Gay-Lussac” i „Papin”, przez co cała francuska 1. Flotylla znalazła się na Adriatyku. Zadaniem francuskich okrętów była obrona podejść do bazy, stałe patrolowanie Zatoki Kotorskiej i ochrona większych jednostek Regia Marina.
18 sierpnia 1915 roku przebywający na patrolu w pobliżu wysp Pelagosa „Messidor” nie został powiadomiony o ewakuacji włoskich wojsk z archipelagu i rozpoczął atak na zauważony krążownik eskortowany przez niszczyciele, w ostatniej chwili przerywając go po poprawnym rozpoznaniu sojuszniczych jednostek (niedoszłym celem okazał się brytyjski krążownik lekki HMS „Bristol”).
W trzecim kwartale 1915 roku na okręcie zamontowano działo pokładowe kalibru 37 mm jako konsekwencję wydanego 18 września przez dowództwo rozkazu dopuszczającego wykonywanie ataków na wrogie statki handlowe. Jednostka wraz z siostrzanymi okrętami dalej przeprowadzała bezowocne rejsy dozorowe pod portami Cattaro i Pola, które spotykały się coraz częściej z przeciwdziałaniem sił lotniczych i morskich przeciwnika. Operacje przeplatane były przeprowadzanymi w Tarencie okresowymi remontami i oczyszczaniem podwodnej części kadłuba.
W ciągu 1916 roku wszystkie jednostki typu Pluviôse operujące z Brindisi przeszły kolejno remonty w macierzystej bazie w Tulonie; na „Messidorze” przeprowadzono go w październiku. 4 sierpnia francuskie Ministerstwo Marynarki wydało rozkaz wycofania z Adriatyku jednostek typu Pluviôse i zastąpienie ich nowocześniejszymi, napędzanymi silnikami Diesla okrętami podwodnymi, jednak wobec nieprzygotowania tych ostatnich do prowadzenia działań ostatecznie 29 sierpnia rozkaz odpłynięcia do Gibraltaru anulowano. W październiku większość parowych okrętów podwodnych jednak wycofano z Adriatyku – w Brindisi pozostały jedynie „Cugnot” i „Gay-Lussac”. Podczas służby na Morzu Adriatyckim dowództwo okrętu sprawował kpt. mar. G. Walser, który otrzymał za zasługi wojenne order Legii Honorowej. Wysłużony okręt doczekał zakończenia wojny, pełniąc służbę patrolową wokół własnych baz i przechodząc konieczne remonty.

### Koniec służby
Okręt został skreślony z listy floty w 12 listopada 1919 roku. Kadłub jednostki wykorzystywano następnie do prób z wybuchami podwodnymi. 23 września 1922 roku został sprzedany osobie prywatnej w celu złomowania za kwotę 44 500 franków, po czym rozebrany w Tulonie.